# ポップアップ ミッキー/すてきなクリスマス
『ポップアップ ミッキー/すてきなクリスマス』（原題：Mickey's Twice Upon a Christmas）は、2004年11月9日に発売されたアメリカのディズニートゥーン・スタジオが製作したアニメーション映画（オリジナルビデオ）。1999年に公開された「ミッキーのクリスマスの贈りもの」の続編。また英語版ではミッキーマウスなどの声を演じたウェイン・オルウィンらが出演した最後の長編映画作品となった。
ミッキーのデビュー75周年記念作品で、「ミッキーマウス」の初フル3DCGアニメーションである。本作はミニーマウスとデイジーダックがアイススケートで競う物語を始め、飛び出す（ポップアップ）絵本のページを捲るたびにクリスマスを舞台にした心温まる4つのエピソードが展開される。
日本では2004年11月12日にブエナ ビスタ ホーム エンターテイメントから日本語吹き替え版のVHS（規格品番：VWSJ-4942）とDVD（規格品番：VWDS-4942）が発売されている。また、2009年12月19日にディズニー・チャンネルで放送されている。

## ストーリー

### Belles on Ice（ミニー&デイジー・オン・アイス）
ミニーとデイジーがアイススケートで競い合う物語。
普段は仲の良いミニーとデイジーだが、氷上では自分のほうが盛大なパフォーマンスを披露できると自負しており、互いにより豪勢なものを見せつけようと競い合う。いつしか二人は、自分が優位になることに必死になってしまうあまり、相手を思いやれなくなってしまう。
そんな二人を心配そうに見つめるミッキーとドナルド。より煌びやかなパフォーマンスを披露しようと、目隠しをしてスケートを始めるミニーは、スケートリンクに散らばるベル飾りに足を取られてしまい…。

### CHRISTMAS: IMPOSSIBLE（ヒューイ、デューイ、ルーイの潜入作戦）
ドナルドダックの甥っ子である三つ子のヒューイ・デューイ・ルーイはとてもイタズラ好き。大伯父・スクルージ・マクダックの屋敷の中を走り回り、言うことを聞かず好き勝手やる「悪い子」に染まりきっていた。
毎年恒例となっているスクルージが焼いたチョコチップクッキーを盗み食いした三つ子は、その日の晩にスクルージがかつて良い子でなかったためにサンタクロースからプレゼントを貰えなかった過去を聞かされる。自分たちも同じ立場にあるのではと懸念した三つ子は、サンタクロースの元へと飛び立ちリストに自分たちの名前をこっそり書こうとするがそのせいで世界中のクリスマスプレゼントをめちゃくちゃにしてしまい、反省した三つ子はプレゼントを用意し直すのを手伝い、なんとか当日までに間に合わせた。遂に良い子のリストを見つけるも、案の定名前が無かった。そこで三つ子が取った行動とは…。

### CHRISTMAS MAXIMUS（マックス一家のクリスマス）
恋人のモナを連れて大学から久々に帰省するマックスは、父親のグーフィーのおっちょこちょいな性格を恥ずかしく思っている。恋人に良いところを見せたいマックスは、グーフィーのハチャメチャな行動に呆れかえってしまう。しかし、グーフィーの行動すべてが息子のマックスを想ってのことだと気が付いたマックスは…。

### Donald's Gift（ドナルドのプレゼント）
クリスマスソングが流れる街中では、どこかしこでホリデーを楽しむ人々で賑わっている。そんな賑やかで少々騒がしくもある雰囲気を嫌い、静かに過ごしたいと願うドナルドの元へ、ホリデーのショッピングに出掛けようとデイジーや甥っ子たちがやって来る。
嫌々ながらに買い物に付き合わされるドナルドは、鬱陶しく思うほどに鳴り響くクリスマスソングに怒りを爆発させてしまい、ステージを滅茶苦茶にしてクリスマスショーを台無しにしてしまう。そんな姿を見て、デイジーや甥っ子たちは絶望してしまう。自分の行いを深く反省するドナルドは、どうにか楽しいクリスマスを取り戻せないかと願うと、歌が揃わず揉めている合唱団と出会い…。

### Mickey's Dog-Gone Christmas（プルートはどこへ？）
毎年豪勢に飾られるミッキーの家のクリスマスデコレーション。「控えめが一番」と促すミニーの言葉は彼の耳には届いておらず、今年も盛大に飾り付けられている。残すはクリスマスツリーの天辺に飾る星飾りと僅かな飾りつけだけ。
星飾りを飾りたがっているプルートは、通話中のミッキーの言いつけを守れずに星飾りを飾ろうと脚立に登ってしまい、ミッキーの大声に驚いた拍子にデコレーションはグチャグチャに。怒り奮闘のミッキーはプルートをきつく叱りつけ、「クリスマスが台無しだ」と嘆く。ミッキーに叱られたショックでプルートは言いつけを破った自分はもうミッキーの親友ではないと思い込み、首輪を置いて、ミッキーの家を去ってしまう。
そして辿り着いた先はサンタクロースの飼うトナカイたちの小屋。プルートは新入りと勘違いされて"マリー"と言う名でトナカイたちとの生活を始める。一方のミッキーは家出したプルートを捜索するために、デコレーションそっちのけで心当たりある場所全てを探して回る。プルートもミッキーのことを思い出しては悲しんでしまう。今年のクリスマスのミッキーの願いごと「親友が戻ってくること」は果たして叶うのか…。

## キャスト
| 役名                       | 英語版声優             | 日本語吹替 |
| -------------------------- | ---------------------- | ---------- |
| ミッキーマウス             | ウェイン・オルウィン   | 青柳隆志   |
| ドナルドダック             | トニー・アンセルモ     | 山寺宏一   |
| グーフィー                 | ビル・ファーマー       | 島香裕     |
| プルート                   | ビル・ファーマー       | -          |
| ミニーマウス               | ルシー・テイラー       | 水谷優子   |
| ヒューイ・デューイ・ルーイ | ルシー・テイラー       | 坂本千夏   |
| デイジーダック             | トレス・マクニール     | 土井美加   |
| マックス                   | ジェイソン・マースデン | 山口勝平   |
| スクルージ・マクダック     | アラン・ヤング         | 北村弘一   |
| ナレーター                 | クライヴ・レヴィル     | 永井一郎   |
| 歌                         | -                      | 岡崎昌幸   |

※その他の日本語吹き替え：藤本譲、銀河万丈、稲葉実、佐藤ゆうこ、小金澤篤子、宗矢樹頼、紗川じゅん、岡野浩介、小形満、さとうあい

## 映像特典
メイキング・オブ『ポップアップ ミッキー/すてきなクリスマス』
- イントロダクション
- 採用しきれなかったアイデア
- ミニー&デイジー・オン・アイス
- ヒューイ、デューイ、ルーイの潜入作戦
- プルートはどこへ?
- ポップアップ絵本の始まり
- 最高のエンディング

ゲーム＆\&クイズ
- “よい子リスト”チャレンジ・クイズ
- ゲーム“ドナルドのクリスマス・ソング”
- ゲーム“プレゼントはどこから？”

製作の舞台裏
- ミニーのお手本はミッシェル・クワン

## スタッフ
- 監督：マシュー・オキャラハン（英語版）
- 製作：パム・マースデン
- 脚本：ビル・モッツ、ボブ・ロス、ペギー・ホームズ（英語版）、チャド・ファイヴアシュ、ジェームズ・パトリック・ストテロックス、マシュー・オキャラハン、シャーリー・ピアース、ジム・ペロントー、キャロル・ホリデイ、マイケル・シップリー、ジム・バーンスタイン
- 音楽：スティーブン・ジェームズ・テイラー（英語版）
- 編集：ジュリー・ロジャース、カーク・デモレスト（英語版）
- クリエイティブ・エグゼクティブ：ジェフ・ハワード

## 日本語版制作スタッフ
- 翻訳：松井まり
- 演出：小山悟
- 音楽演出：市之瀬洋一
- 録音／調整：重光秀樹
- 録音制作：HALF H・P STUDIO
- 制作監修：津司大三
- 日本語版制作：DISNEY CHARACTER VOICES INTERNATIONAL, INC.